# Дер Класікер
Дер Класікер (нім. Der Klassiker) або ж Німецьке Класико,— футбольний матч між дортмундською «Боруссією» і мюнхенською «Баварією». З моменту заснування Бундесліги, ці клуби є найбільш успішними серед футбольних команд у Німеччині. Дер Класікер — одне з найважливіших дербі в світовому футболі і найбільш очікувана подія німецького спортивного календаря. Воно проходить двічі на рік під час кожного сезону Бундесліги, але час від часу дербі також трапляються в рамках розіграшів Ліги Чемпіонів, Кубка Німеччини та інших змагань.

## Історія протистояння
Особлива напруга у суперництві між двома клубами виросла в 1990-і роки, як наслідок відчутного прогресу дортмундської команди.  Беручи до уваги період  від 1994 року і дотепер, Баварія і Боруссія виграли на двох 22 чемпіонських титули («Баварія» - 17; «Дортмунд» - 5). Перший етап суперництва був між 1994 і 1998 роками, тоді «Боруссія» двічі поспіль виграла Бундеслігу та здобула перемогу в Лізі Чемпіонів.  Другий етап розпочався в 2010 році, після того як «Боруссію» очолив Юрген Клопп. Цей період виявився надзвичайно успішним для вестфальської команди (дві поспіль перемоги в Бундеслізі, виграний Кубок Німеччини, та Фінал Ліги Чемпіонів). Основою терміну «Німецьке Класіко» є  іспанське Ель Класіко.

## Останні результати протистоянь
| Сезон   | Дата       | Змагання              | Домашня команда | Рахунок             | Гостьова команда |
| ------- | ---------- | --------------------- | --------------- | ------------------- | ---------------- |
| 2024–25 | 12-04-2025 | Bundesliga            | Баварія         | 2–2                 | Дортмунд         |
| 2024–25 | 30-11-2024 | Bundesliga            | Дортмунд        | 1–1                 | Баварія          |
| 2023–24 | 30-03-2024 | Bundesliga            | Баварія         | 0–2                 | Дортмунд         |
| 2023–24 | 4-11-2023  | Bundesliga            | Дортмунд        | 0–4                 | Баварія          |
| 2022–23 | 01-04-2023 | Bundesliga            | Баварія         | 4–2                 | Дортмунд         |
| 2022–23 | 8-10-2022  | Bundesliga            | Дортмунд        | 2–2                 | Баварія          |
| 2021–22 | 23-04-2022 | Bundesliga            | Баварія         | 3–1                 | Дортмунд         |
| 2021–22 | 4-12-2021  | Bundesliga            | Дортмунд        | 2–3                 | Баварія          |
| 2021–22 | 17-08-2021 | DFL-Supercup          | Дортмунд        | 1–3                 | Баварія          |
| 2020–21 | 6-03-2021  | Bundesliga            | Баварія         | 4–2                 | Дортмунд         |
| 2020–21 | 7-11-2020  | Bundesliga            | Дортмунд        | 2–3                 | Баварія          |
| 2020–21 | 30-09-2020 | DFL-Supercup          | Баварія         | 3–2                 | Дортмунд         |
| 2019–20 | 26-05-2020 | Bundesliga            | Дортмунд        | 0–1                 | Баварія          |
| 2019–20 | 9-11-2019  | Bundesliga            | Баварія         | 4–0                 | Дортмунд         |
| 2019–20 | 3-11-2019  | DFL-Supercup          | Дортмунд        | 2–0                 | Баварія          |
| 2018–19 | 6-04-2019  | Bundesliga            | Баварія         | 5–0                 | Дортмунд         |
| 2018–19 | 10-11-2018 | Bundesliga            | Дортмунд        | 3–2                 | Баварія          |
| 2017–18 | 31-03-2018 | Bundesliga            | Баварія         | 6–0                 | Дортмунд         |
| 2017–18 | 20-12-2017 | DFB-Pokal             | Баварія         | 2–1                 | Дортмунд         |
| 2017–18 | 04-11-2017 | Bundesliga            | Дортмунд        | 1–3                 | Баварія          |
| 2017–18 | 05-08-2017 | DFL-Supercup          | Баварія         | 2–2 (дч) (пен. 5:4) | Дортмунд         |
| 2016–17 | 26-04-2017 | DFB-Pokal             | Баварія         | 2–3                 | Дортмунд         |
| 2016–17 | 08-04-2017 | Bundesliga            | Баварія         | 4–1                 | Дортмунд         |
| 2016–17 | 19-11-2016 | Bundesliga            | Дортмунд        | 1–0                 | Баварія          |
| 2016–17 | 14-08-2016 | DFL-Supercup          | Дортмунд        | 0–2                 | Баварія          |
| 2015–16 | 21-05-2016 | DFB-Pokal             | Баварія         | 0–0 (дч) (пен. 4:3) | Дортмунд         |
| 2015–16 | 05-03-2016 | Bundesliga            | Дортмунд        | 0–0                 | Баварія          |
| 2015–16 | 04-10-2015 | Bundesliga            | Баварія         | 5–1                 | Дортмунд         |
| 2014-15 | 28-04-2015 | DFB-Pokal             | Баварія         | 1—1, 0—2 (ОТ)       | Дортмунд         |
| 2014-15 | 04-04-2015 | Bundesliga            | Дортмунд        | 0—1                 | Баварія          |
| 2014-15 | 01-11-2014 | Bundesliga            | Баварія         | 2—1                 | Дортмунд         |
| 2014-15 | 13-08-2014 | DFL-Supercup          | Дортмунд        | 2—0                 | Баварія          |
| 2013-14 | 17-05-2014 | DFB-Pokal             | Дортмунд        | 0—2                 | Баварія          |
| 2013-14 | 12-04-2014 | Bundesliga            | Баварія         | 0—3                 | Дортмунд         |
| 2013-14 | 23-11-2013 | Bundesliga            | Дортмунд        | 0—3                 | Баварія          |
| 2013-14 | 27-07-2013 | DFL-Supercup          | Дортмунд        | 4—2                 | Баварія          |
| 2012-13 | 25-03-2013 | UEFA Champions League | Дортмунд        | 1—2                 | Баварія          |
| 2012-13 | 04-05-2013 | Bundesliga            | Дортмунд        | 1—1                 | Баварія          |
| 2012-13 | 27-02-2013 | DFB-Pokal             | Баварія         | 1—0                 | Дортмунд         |
| 2012-13 | 01-12-2012 | Bundesliga            | Баварія         | 1—1                 | Дортмунд         |
| 2012-13 | 12-08-2012 | DFL-Supercup          | Баварія         | 2—1                 | Дортмунд         |
| 2011-12 | 12-05-2012 | DFB-Pokal             | Дортмунд        | 5—2                 | Баварія          |
| 2011-12 | 11-04-2012 | Bundesliga            | Дортмунд        | 1—0                 | Баварія          |
| 2011-12 | 19-11-2011 | Bundesliga            | Баварія         | 0—1                 | Дортмунд         |
| 2010-11 | 26-02-2011 | Bundesliga            | Баварія         | 1—3                 | Дортмунд         |
| 2010-11 | 03-10-2010 | Bundesliga            | Дортмунд        | 2—0                 | Баварія          |
| 2009-10 | 13-02-2010 | Bundesliga            | Баварія         | 3—1                 | Дортмунд         |
| 2009-10 | 12-12-2009 | Bundesliga            | Дортмунд        | 1—5                 | Баварія          |
| 2008-09 | 08-02-2009 | Bundesliga            | Баварія         | 3—1                 | Дортмунд         |
| 2008-09 | 23-08-2008 | Bundesliga            | Дортмунд        | 1—1                 | Баварія          |

## Статистика
Статистика наведена станом на 12 квітня 2025
| Турнір               | Матчів | Перемоги | Перемоги | Перемоги   | Голи    | Голи       |
| Турнір               | Матчів | Баварія  | Нічия    | Боруссія Д | Баварія | Боруссія Д |
| -------------------- | ------ | -------- | -------- | ---------- | ------- | ---------- |
| Бундесліга           | 114    | 55       | 32       | 27         | 231     | 138        |
| Кубок Німеччини      | 11     | 6        | 3        | 2          | 20      | 13         |
| Суперкубок Німеччини | 9      | 4        | 1        | 4          | 17      | 18         |
| Кубок німецької ліги | 2      | 2        | 0        | 0          | 3       | 0          |
| Ліга Чемпіонів       | 3      | 1        | 1        | 1          | 2       | 2          |
| Всього               | 139    | 68       | 37       | 34         | 273     | 171        |

## Найкращі бомбардири
| Гравець               | Клуб                                           | Голи |
| --------------------- | ---------------------------------------------- | ---- |
| Роберт Левандовський  | Боруссія (Дортмунд) (5), Баварія (Мюнхен) (27) | 32   |
| Герд Мюллер           | Баварія (Мюнхен)                               | 15   |
| Томас Мюллер          | Баварія (Мюнхен)                               | 12   |
| Ар'єн Роббен          | Баварія (Мюнхен)                               | 11   |
| Карл-Гайнц Румменігге | Баварія (Мюнхен)                               | 10   |

Станом на 23 квітня 2022.